# 貝瑞·齊托
貝瑞·威廉·齊托 （1978年5月13日—）曾是美國職棒大聯盟舊金山巨人隊的先發投手。之前效力於奧克蘭運動家。
2002年他贏得美國聯盟的賽揚獎。3次被選入明星賽。2006年球季以後，齊托是當時大聯盟投手當中最昂貴合約。

## 早年
齊托生於內華達州拉斯維加斯。大學就讀聖塔芭芭拉及南加利福尼亞州大學。

## 大聯盟選秀
齊托在1996年選秀會被西雅圖水手隊在第59輪（整體1586名）及1998年被德州遊騎兵在第3輪（整體83名）選中他。不過兩者都沒有簽署合約。1999年齊托終於被奧克蘭運動家以整體順位第9選中他。

## 大聯盟

### 奧克蘭運動家

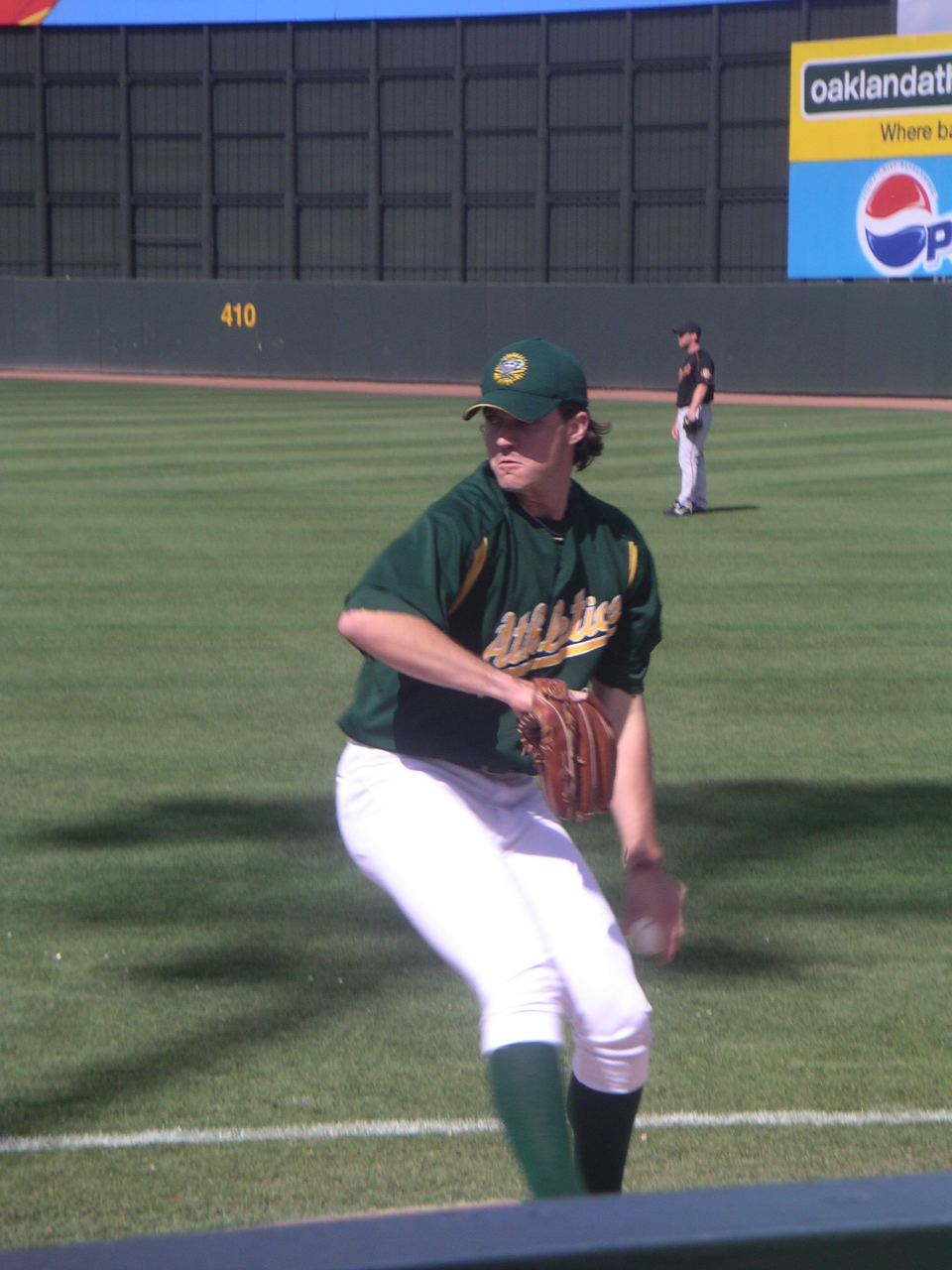
齊托在運動家隊比賽前熱身

2000年6月22日對洛杉磯安那罕天使比賽中首次上陣，並取得勝利。2002年齊托取得了23勝5負，防禦率2.75，182次三振。在賽揚獎投票，擊敗了波士頓紅襪的佩卓·馬丁尼茲。
自2001年球季，齊托的投球局數超過200局。以及3次入選明星賽。2002年、2003年及2006年。

### 舊金山巨人
2007年被舊金山巨人隊以7年共1億2千6百萬美元的合約，以及第八年的共1800萬元的選擇權。這個合約是美國職棒大聯盟投手最昂貴合約。反而表現有走下坡的情形，防禦率上升及投球局數減少，敗投亦較勝投為多，該年的成績是11勝13負。2008年表現更不佳，四死球、防禦率皆是生涯新高。2010年世界大賽排除在球員名單外，2012年季後賽齊托投出兩勝，巨人隊三年內贏得第二次世界大賽。

### 回鍋奧克蘭運動家
2015年10月20日 正式宣告退休

## 外部連結
- 球員資訊和成績在MLB，ESPN，Baseball-Reference，Fangraphs，The Baseball Cube（英文）
- BarryZito.com*Barry Zito's official web site（页面存档备份，存于）
- Strikeouts for Troops
- Barry Zito在互联网电影资料库（IMDb）上的資料（英文）